# Okahu Sinus
L'Okahu Sinus è una struttura geologica della superficie di Titano.